# Карло Франческо Нуволоне
Карло Франческо Нуволоне (італ. Carlo Francesco Nuvolone 1609 , Мілан — 1661, Мілан) — італійський художник доби бароко. Міланська школа.

## Життєпис
До початку 21 ст. не всі факти з життя художника були відомі, розбіжності були в роках народження і смерті та в місці народження. У Карло Франческо не знайшлося власного біографа накшталт Карела ван Мандера
Походить з родини кремонського художника Панфіло Нуволоне (1581—1651). Художню освіту спочатку опановував в майстерні батька, представника пізнього міланського маньєризму. Навчання продовжив у художній академії Амброзіана в Мілані в майстерні художника Джованні Баттіста Креспі (1573—1632). Навчання в академії Амброзіана збіглося із навчанням там у майбутніх художників Джуліо Чезаре Прокаччіні (1570—1625).та Даніеле Креспі(1598—1630), що рано помер.
Перебування в оточенні міланських майстрів, що розділяли стилістику маньєризму, помітно вплинуло на ранні твори Карло Франческо, але без крайнощів стилю і без прагнення до несамовитої фантазійності і віртуозності виконання. Він не припиняв пошуків власної майстерності та своїх композицій. Цим користувався менш обдарований його молодший брат і помічник Джузеппе Нуволоне, що використовував знахідки старшого брата. В біографічній літературі їх обох називали Іль Панфіло, не розрізняючи братів, хоча це близькі, але різні майстри. Частка картин була також виконана у співпраці з батьком, майстром натюрмортів і релігійних картин, що заплутувало вивчення його творчого спадку в подальшому.
Серед вельможних замовників Карло Франчеко сам кардинал Франческо Бррромео, для котрого він виконав «Непорочне зачаття» для церкви Санта-Марія-ін-Арона. Вона була втрачена, як і релігійний образ «Поклоніння трьох королів».
Творча манера мітця не стояла на місці і поступово змінювалась. Особливо помітними ці зміни були в середній період творчості після знайомства з творами Пітера Пауля Рубенса та Антоніса ван Дейка, що декотрий час працювали у місті Генуя. Його темний колорит і похмурі сюжети ранніх творів набули яскравості, активних жестів персонажів і навіть присмаку сентиментальності. Замови не припинялись і Карло Франческо залучав до створення картин молодшого брата та помічниківі учнів. Тому помітна така різниця у виконанні між центральними персонажами його картин і персонами другорядними. Навпаки, його парадні портрети дивували майстерністю виконання і декотрою байдужістю до дрібниць, що сповіщало їм підкреслену парадність і монументальність.
Вдалі картини Карло Франческо мали попит як у замовників, так і у художників копіїстів (так картина «Смерть цариці Дідони»" розійшлася у декількох копіях, котрі продають на аукціонах, погіршуючи враження від творів самого художника). Мав він і власних заздрізників. Помітивши впливи на нього стилю Гвідо Рені, художника з посмішками прозивали Гвідо ді Ломбардія, хоча впливи Гвідо Рені не були рішучіми.
Працював по замовам релігійних громад в Мілані та в провінціях, робив фрески, вівтарні композиції, парадні портрети.
Мав власну майстерню, де працював помічником його брат Джузеппе Нуволоне (1619—1703) і куди брав учнів. Серед учнів Карло Нуволоне — Філіппо Аббіаті, Джузеппе Дзаната, П'єтро Маджи, Федеріго Панца.
Помер у Мілані 1661 року.

## Вибрані твори

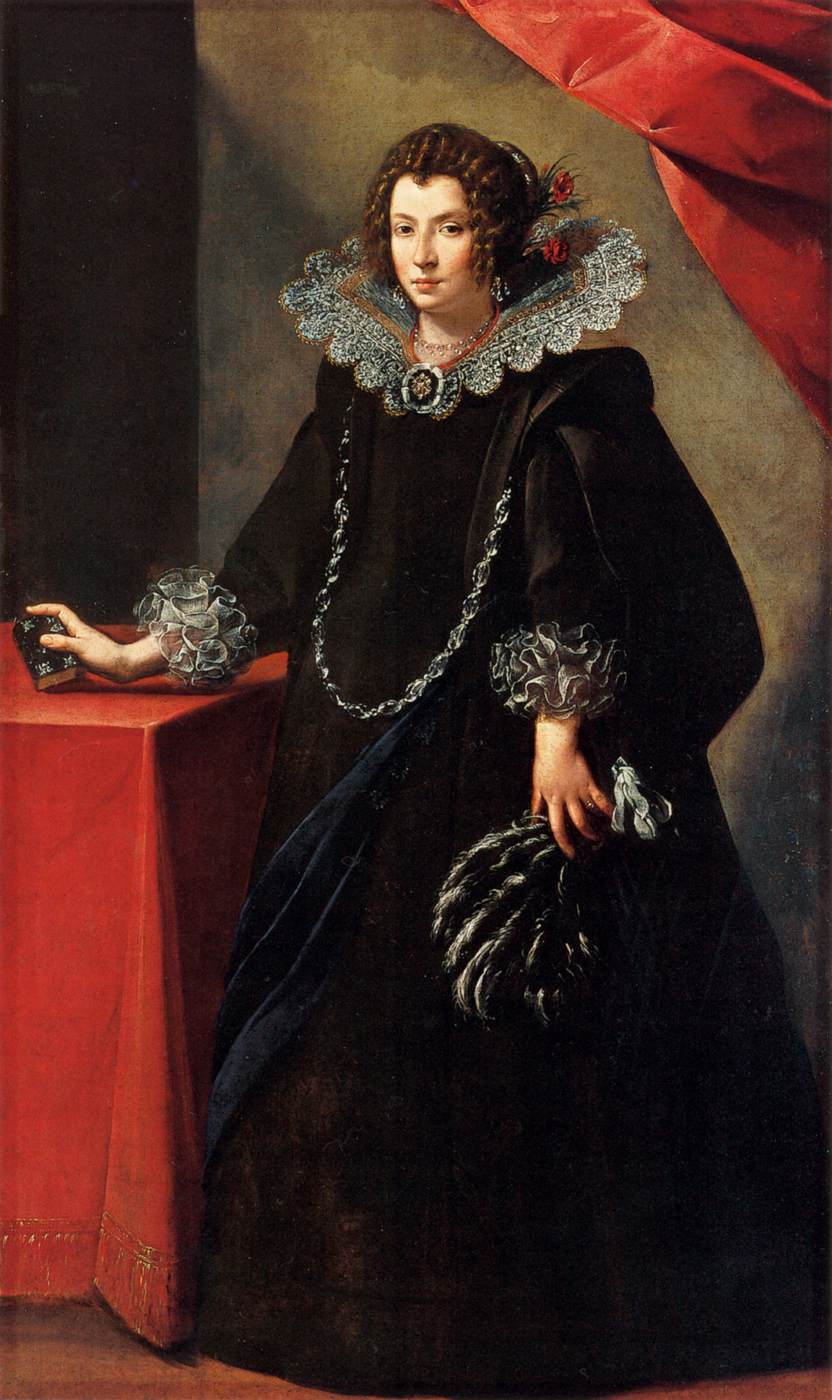
Карло Франческо Нуволоне. «Портрет шляхетної пані в чорному», до 1649 р.

- «Автопортрет з родиною під час музикування», Пінакотека Брера, Мілан
- "Антоній Падуанський з Христом-дитиною ", приватна збірка
- "Йосип Прекрасний і дружина Потіфара ", приватна збірка
- «Іван Хреститель»
- "Мадонна з немовлям ", Художній музей Волтерс, Балтимор, США
- "Мучеництво Св. Ірини ", Лувр, Париж
- "Мадонна зі святими ", церква Санта Марія дель Карміне, Мілан
- "Каяття Марії магдалини ", Музей Сумайя, Мехіко
- "Сусанна і старці "
- "Святий Луїджі Гонзага "
- «Святий Себастьян»
- «Мадонна благочестя зі свв. Себастьяном, Стефаном, Донінно, Панталеоне, Борміо»
- «Викрадення Прозерпіни»
- «Благовіщення», різні варіанти
- «Успіння Богородиці», Пінакотека Брера, Мілан
- «Смерть Дідони», Дрезденська картинна галерея
- Фрески каплиці Сан Амброджо, Базиліка Святого Авброзія, Мілан
- Фрески в десятій каплиці в Сакро Монте а Варезе (Свята Гора у Варезе)
- Фрески в третій каплиців Сакро Монте ді Орте, Орте
- "Йосип Прекрасний і дружина Пентефрія ", Ермітаж[3]
- "Портрет офіцера ", приватна збірка
- "Римське милосердя "
- "Портрет шляхетної пані в чорному ", Палаццо Комунале, Болонья

## Галерея вибраних творів

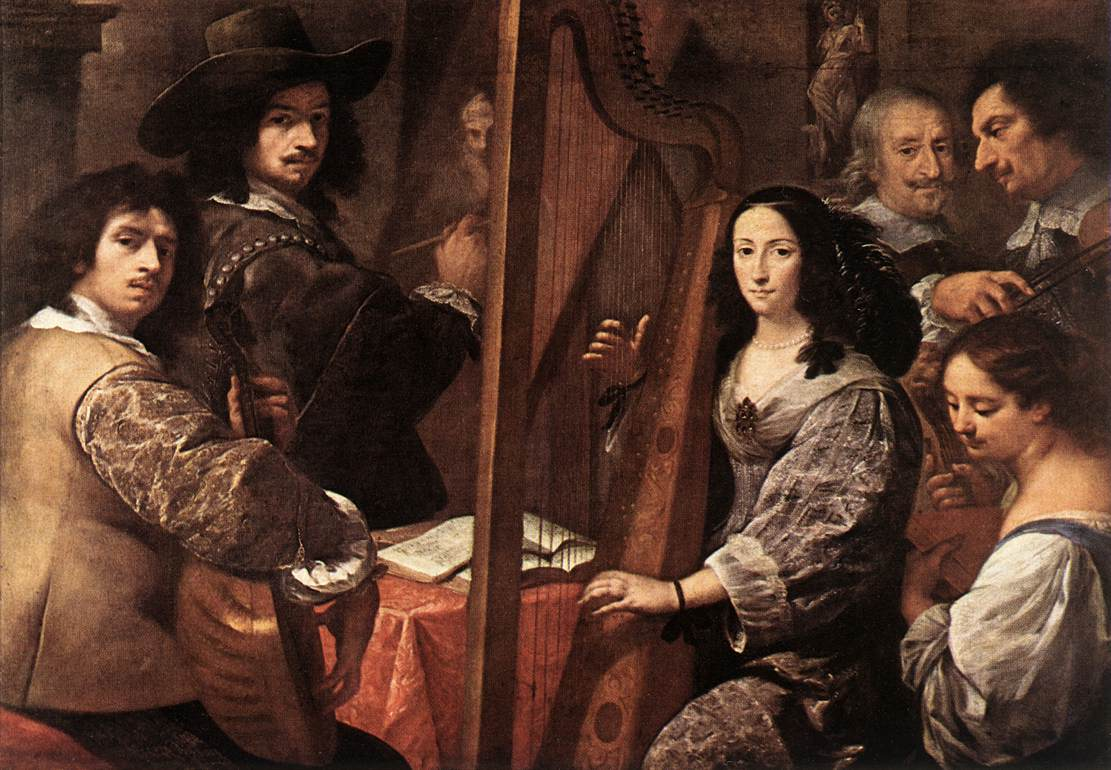
«Автопортрет з родиною під час музикування», Пінакотека Брера, Мілан

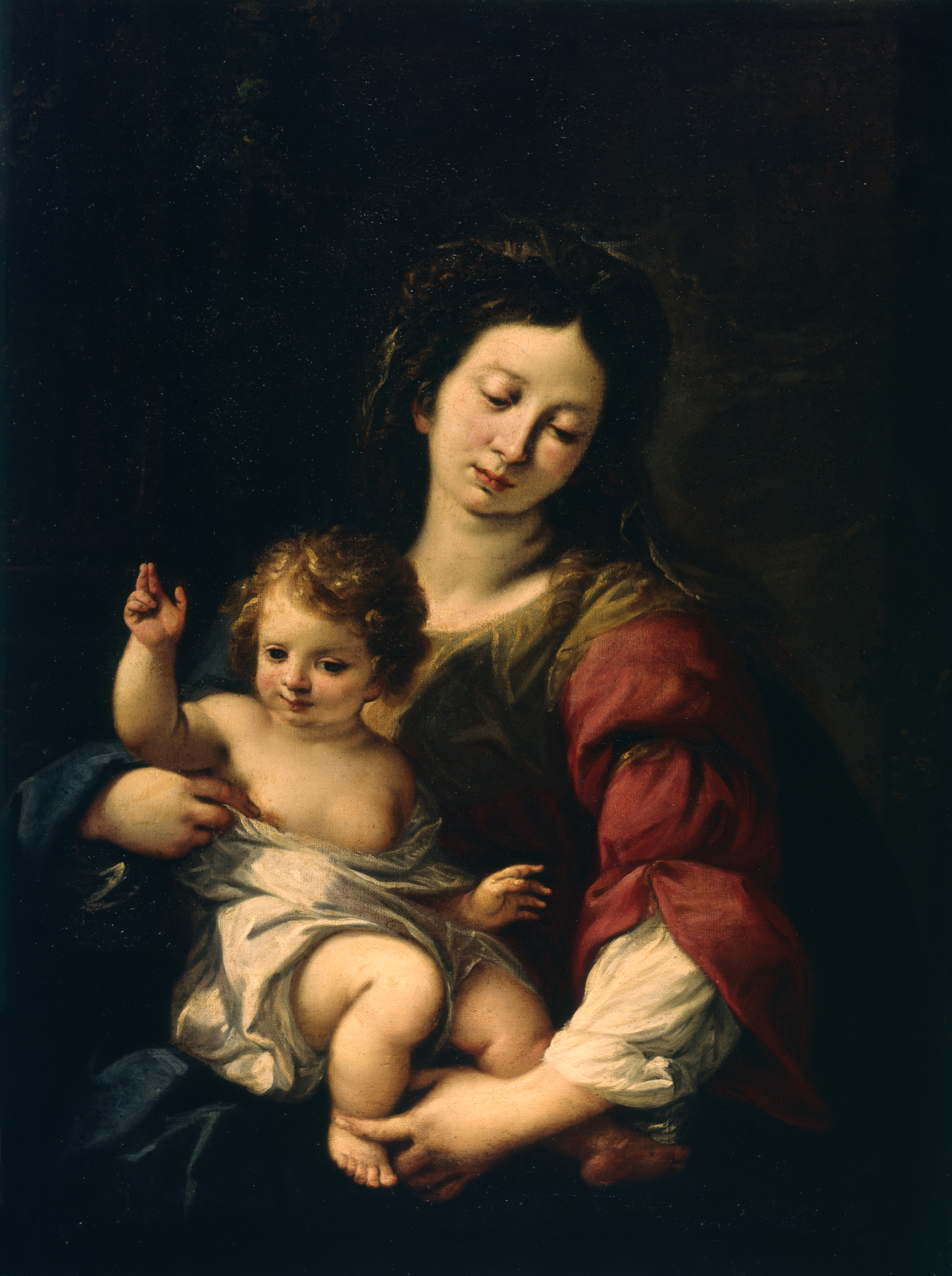
Карло Франческо Нуволоне. «Мадонна з немовлям », Художній музей Волтерс, Балтимор, США
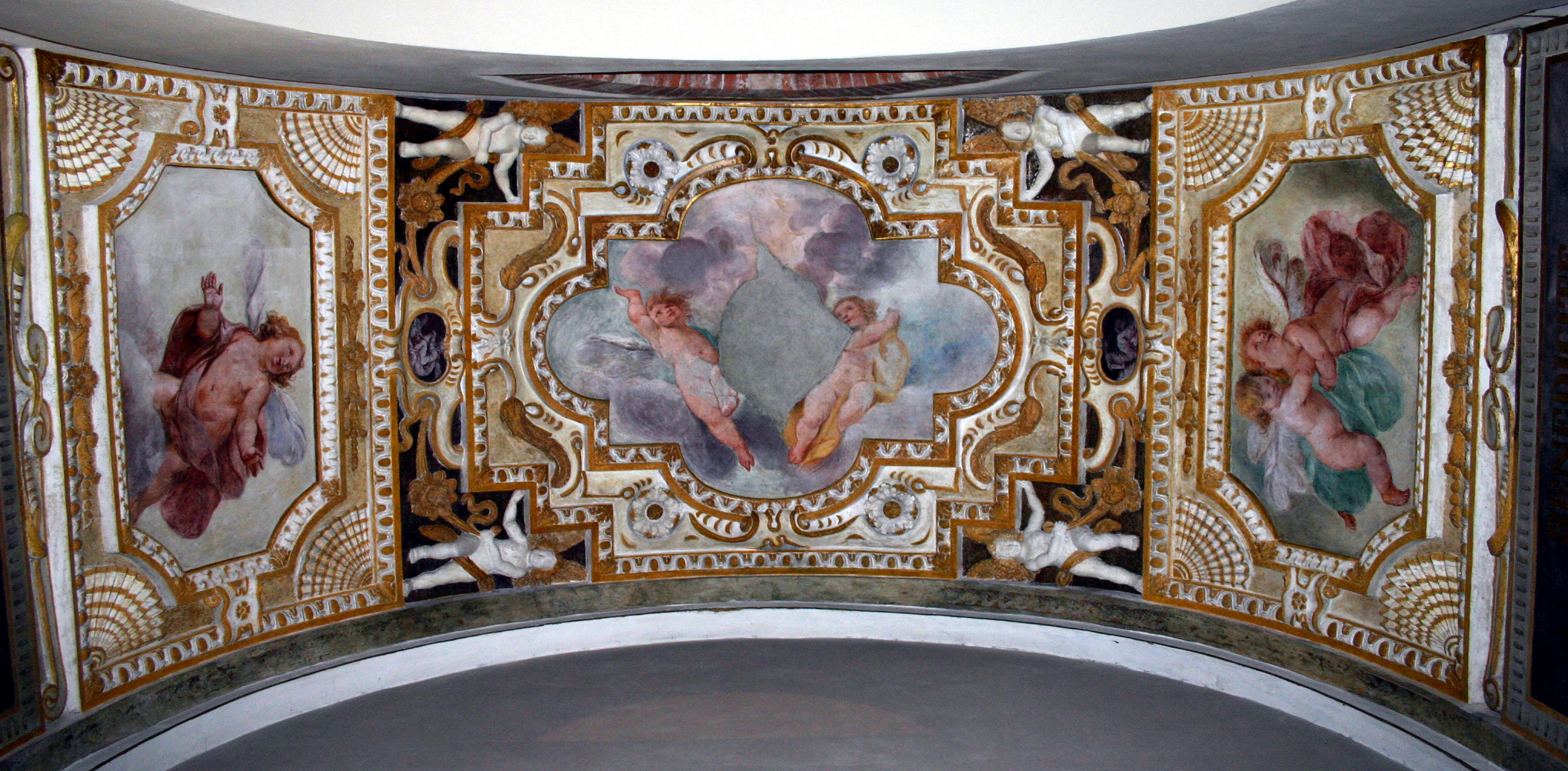
Карло Франческо Нуволоне. Фрески каплиці Сан Амброджо, Базиліка Святого Авброзія, Мілан
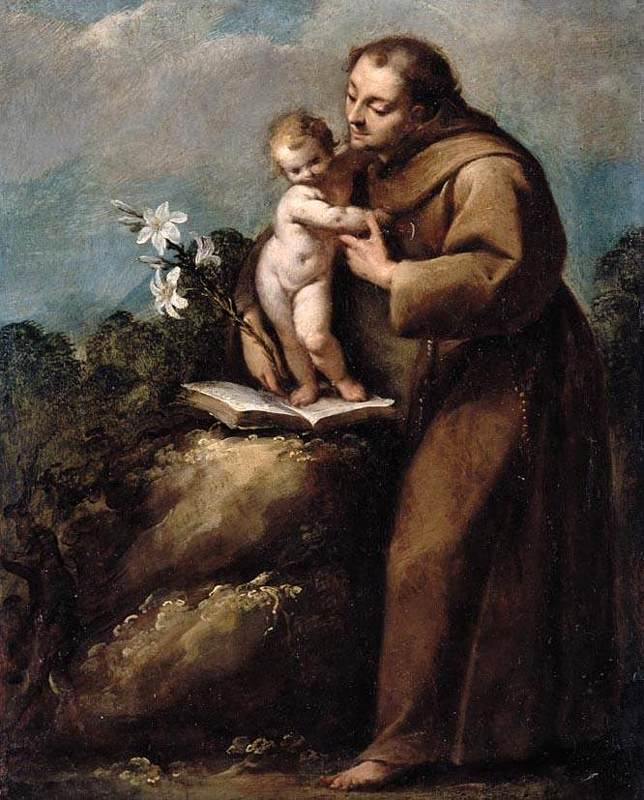
Карло Франческо Нуволоне. «Антоній Падуанський з Христом-дитиною », приватна збірка
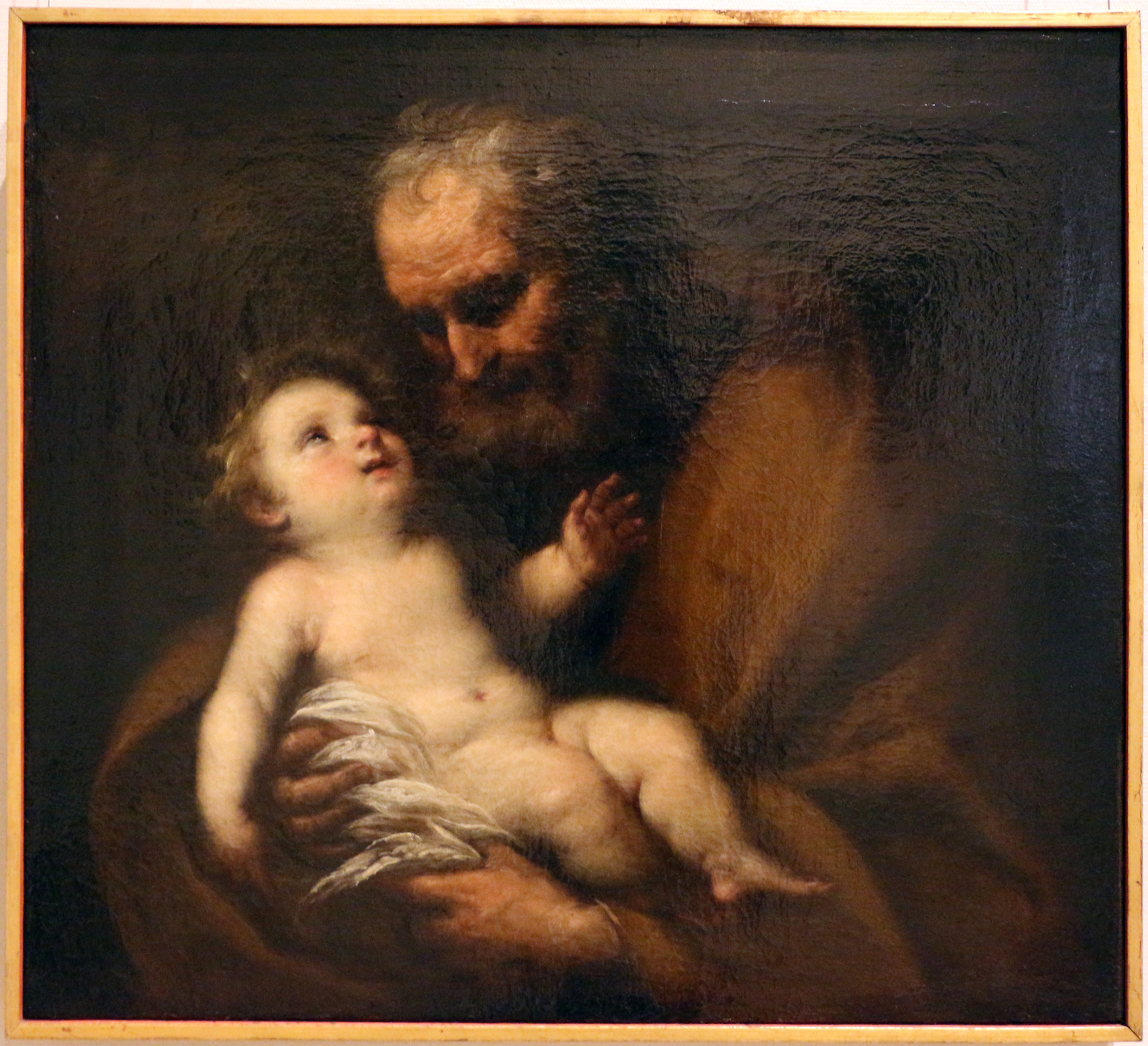
Карло Франческо Нуволоне. «Св. йосип з Христом немовлям», Кастелло Сфорцеско, Мілан.